# Radio Rebelde
Radio Rebelde är en spanskspråkig kubansk radiostation som grundades Radioåret 1958 av Che Guevara i Sierra Maestra på östra delen av Kuba. Målet var då att sprida 26 juli-rörelsens mål under Fidel Castros ledning.